# Anaperidae
Famille
Les Anaperidae sont une famille de l'embranchement des Acoela.

## Liste desgenres
- Achoerus Beklemischev, 1914
- Anaperus Graff, 1911
- Conaperta Antonius, 1968
- Neochildia Bush, 1975
- Oxyposthia Ivanov, 1952
- Philachoerus Dörjes, 1968
- Pseudanaperus Dörjes, 1968

## Référence
- Dörjes, 1968 : Die Acoela (Turbellaria) der deutschen Nordseeküste und ein neues System der Ordnung. Zeitschrift für Zoologische Systematik und Evolutionsforschung 6 pp.56-452.